# Сеть библейского вещания
Сеть библейского вещания (от англ. Bible Broadcasting Network, сокр. BBN) — некоммерческая сеть радиовещания на христианскую тематику. Вещает на восьми языках: английский, испанский, португальский, китайский, японский, корейский, немецкий и русский.

## История
На английском языке работа сети была начата 2 октября 1971 года в г. Норфолк, Виргиния, США. Несколько лет спустя центральная контора BBN была перенесена в г. Шарлотт, Северная Каролина, США, где и находится сегодня. На русском языке BBN вышел в эфир 1 Октября 2004 года.
С этой даты программы транслируются ежедневно и круглосуточно.

## Цели и задачи
Цель Библейского Вещания BBN — проповедь и обучение, в основе которого лежит Библия, с помощью Радио и Интернета как самых эффективных способов передачи информации. Помимо своих прямых функций Интернет-вещания BBN также предоставляет возможность бесплатного заочного обучения в Библейском Институте с последующей сертификацией по окончании курса. Обучение проходит на шести языках, в том числе и на русском.